# Liste der Biografien/Walb
Liste der Biografien |
Portal Biografien |
Personensuche
# |
A |
B |
C |
D |
E |
F |
G |
H |
I |
J |
K |
L |
M |
N |
O |
P |
Q |
R |
S |
T |
U |
V |
W |
X |
Y |
Z |
?
 
Wa |
Wc |
Wd |
We |
Wh |
Wi |
Wj |
Wl |
Wn |
Wo |
Wr |
Ws |
Wt |
Wu |
Ww |
Wy |
Wz
 
Waa |
Wab |
Wac |
Wad |
Wae |
Waf |
Wag |
Wah |
Wai |
Waj |
Wak |
Wal |
Wam |
Wan |
Wao |
Wap |
Waq |
War |
Was |
Wat |
Wau |
Wav |
Waw |
Wax |
Way |
Waz
 
Wala |
Walb |
Walc |
Wald |
Wale |
Walf |
Walg |
Walh |
Wali |
Walj |
Walk |
Wall |
Walm |
Waln |
Walo |
Walp |
Walq |
Walr |
Wals |
Walt |
Walu |
Walw |
Waly |
Walz
Die Liste der Biografien führt alle Personen auf, die in der deutschsprachigen Wikipedia einen Artikel haben. Dieses ist eine Teilliste mit 51 Einträgen von Personen, deren Namen mit den Buchstaben „Walb“ beginnt.

## Walb
- Walb, Ernst (1880–1946), deutscher Wirtschaftswissenschaftler, Hochschullehrer
- Walb, Lore (1919–2013), deutsche Journalistin
- Walb, Willy (1890–1962), deutscher Automobilrennfahrer und Rennleiter

### Walba
- Walba, David M. (* 1949), US-amerikanischer Chemiker
- Walbank, Frank W. (1909–2008), britischer Altphilologe, Althistoriker und Hochschullehrer
- Walbaum, Anton Heinrich (1696–1753), deutscher Pietist und Hofrat des Herzogs von Sachsen-Saalfeld
- Walbaum, Friedrich (1864–1931), siebenbürgischer Politiker
- Walbaum, Heinrich (1864–1946), deutscher Chemiker
- Walbaum, Johann Julius (1724–1799), deutscher Arzt, Naturforscher, Zoologe und Taxonom
- Walbaum, Johannes (* 1987), deutscher Fußballspieler
- Walbaum, Jost (1889–1969), deutscher Mediziner und Nationalsozialist
- Walbaum, Justus Erich (1768–1837), deutscher Typograf, Schriftgießer und StempelschneiderJustus Erich Walbaum (1768–1837)

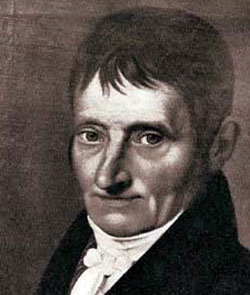
Justus Erich Walbaum (1768–1837)

- Walbaum, Rudolf (1869–1948), deutscher evangelischer Theologe und Begründer der Deutschen Unitarier Religionsgemeinschaft
- Walbaum, Thando (* 1985), deutscher Musiker und Schauspieler

### Walbe
- Walbe, Heinrich (1865–1954), deutscher Architekt, Hochschullehrer und Denkmalpfleger
- Walbeck, Günter (1939–2014), deutscher Bühnenbildner und Kostümbildner
- Walbeck, Jürgen (* 1948), deutscher Fußballspieler
- Walbeck, Sandra (* 2005), deutsche Fußballspielerin
- Walbeek, Stephanus (* 1948), niederländischer Fußballspieler
- Walberg, Dietmar (* 1962), deutscher Architekt, Bauforscher und Hochschullehrer
- Walberg, Emanuel (1873–1951), schwedischer Romanist
- Walberg, Garry (1921–2012), US-amerikanischer Schauspieler
- Walberg, Hartwig (* 1952), deutscher Archivar
- Walberg, Herbert J. (1937–2023), US-amerikanischer Pädagoge und Hochschullehrer
- Walberg, Kåre (1912–1988), norwegischer Skispringer
- Walberg, Tim (* 1951), US-amerikanischer Politiker
- Walbert, Helmut (1937–2008), deutscher Schriftsteller, Kinderbuch- und Hörspielautor

### Walbo
- Walboem, Anna († 1630), Opfer der Hexenverfolgung
- Walbom, Wagner (1916–1989), dänisch-isländischer Badmintonspieler

### Walbr
- Walbrecht, Tim (* 2001), deutscher Fußballspieler
- Walbrecker, Dirk (* 1944), deutscher Autor, Drehbuchschreiber, Hörbuchautor
- Walbridge, David S. (1802–1868), US-amerikanischer Politiker
- Walbridge, Henry S. (1801–1869), US-amerikanischer Jurist und Politiker
- Walbridge, Hiram (1821–1870), US-amerikanischer Jurist und Politiker
- Walbrodt, Carl August (1871–1902), deutscher Schachspieler
- Walbröhl, Clara (1898–1985), deutsche Schauspielerin und Hörspielsprecherin
- Walbröhl, Sascha (* 1976), deutscher Fußballspieler
- Walbrück, Hans (1919–1983), deutscher Badmintonspieler
- Walbrühl, Ulrich (* 1964), deutscher Wirtschaftspsychologe und Hochschulprofessor
- Walbrun, Fürstbischof von Eichstätt
- Walbrun, Brigitte (* 1954), deutsche Schauspielerin
- Walbrunn, Markus (* 1987), deutscher Politiker (AfD), MdL Bayern

### Walbu
- Walburg, Friedrich (1890–1967), deutscher Pädagoge und Historiker sowie Bremer Oberstudiendirektor
- Walburg, Johannes (1892–1947), deutscher römisch-katholischer Geistlicher, Steyler Missionar und Märtyrer
- Walburg, Josef (1924–2006), deutscher Holzbildhauer
- Walburg, Lars-Ole (* 1965), deutscher Dramaturg, Theaterregisseur und Intendant
- Walburga († 779), Heilige und Nichte des heiligen BonifatiusWalburga († 779)

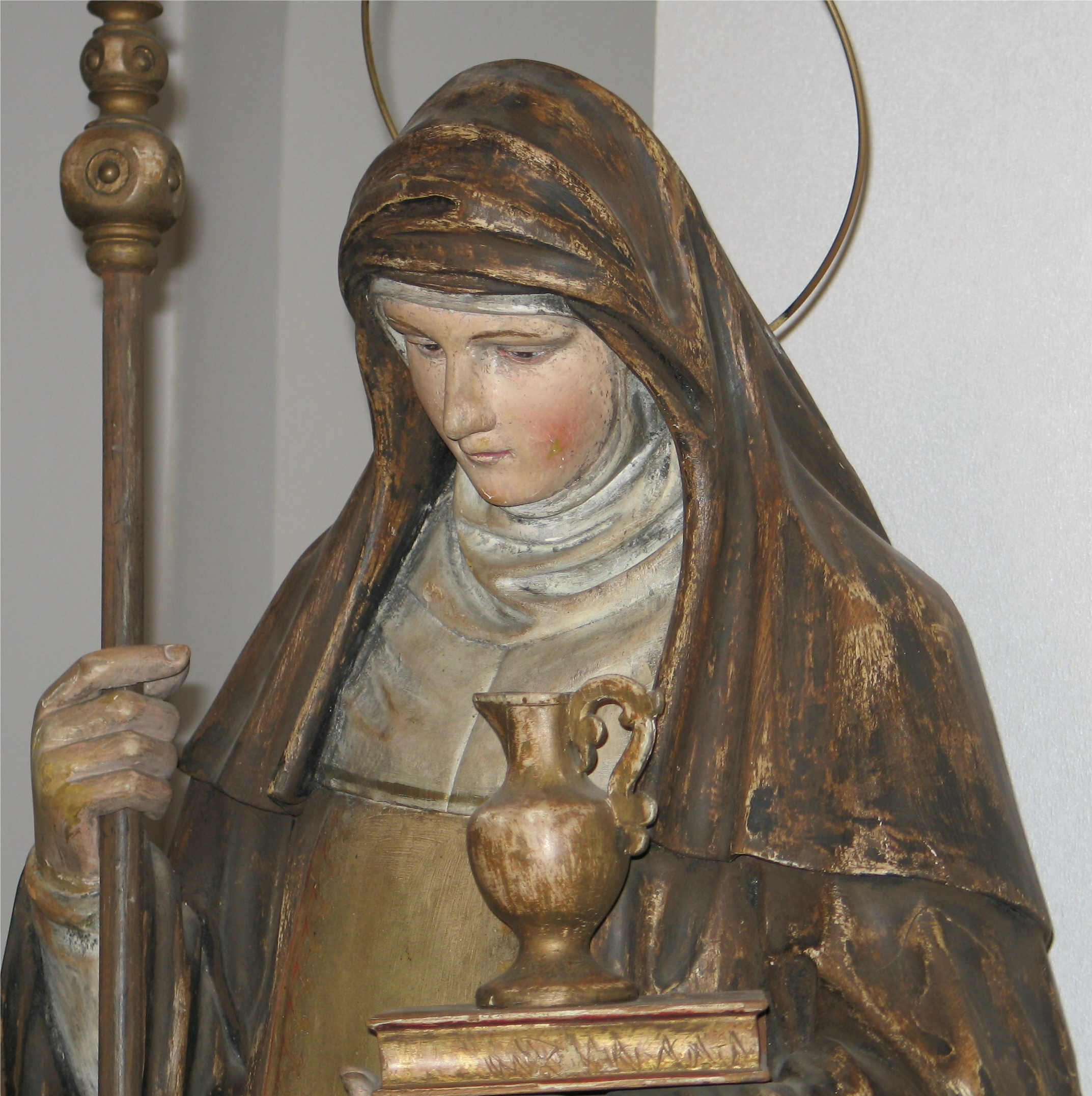
Walburga († 779)

- Walburga von Manderscheid (* 1468), deutsche Adelige
- Walburgis († 1586), Gräfin von Rietberg
- Walburn, Raymond (1887–1969), US-amerikanischer Schauspieler

### Walby
- Walby, Sylvia (* 1953), britische Soziologin und Hochschullehrerin